# 2001년 일본 자유민주당 총재 선거
2001년 자유민주당 총재 선거(일본어: 2001年自由民主党総裁選挙)는 2001년 4월 24일에 실시된 자유민주당 총재를 선출하기 위한 선거다.

## 과정
2001년 3월 10일에 총리대신 모리 요시로가 간사장 고가 마코토, 총무회장 무라오카 가네조, 참의원 의원회장 다케야마 유타카, 참의원 간사장 아오키 미키오, 관방장관 후쿠다 야스오를 관저로 소집했다. 이 자리에서 모리는 "올 가을에 총재 선거를 조기 실시하겠다"라고 발언해 사실상 총재 자리에서 물러날 것을 시사했다. 13일 일본무도관에서 열린 자민당 대회에서도 총재 선거를 앞당기겠다고 밝혔다. 도쿄도의회 의원 선거를 앞둔 상황이라 갑작스런 총재의 퇴진 표명에 자민당 도쿄도의원단이 항의 성명도 냈지만 당대회가 끝난 뒤 차기 총재 선거 준비가 시작됐다.
모리는 고가에게 지방 표를 늘려줄 것을 요청했고 고가는 이에 따라 도도부현별 표를 1표씩에서 3표씩으로 늘렸다. 이후 가메이 시즈카가 고이즈미 준이치로와 정책 협정을 맺으면서 고이즈미 지지로 선회했고 지방 표를 대거 흡수하는 데도 성공하면서 고이즈미가 압도적인 표 차이로 승리했다. 다만 고이즈미는 총재 선거에서 승리한 뒤 가메이와의 정책 협정을 모조리 무시해 버렸다.
당초 해당 선거에서 당선된 총재의 임기는 모리의 잔여 임기만 수행하기로 하여 9월에 끝나야 했지만 고이즈미가 재선에 도전했을 뿐 아무도 선거 출마를 표명하지 않았다. 이에 총재 선거를 고시하지 않은 채 8월 10일 당대회 대신 양원의원총회를 열어 고이즈미의 재임을 의결했다.

## 후보자
| 아소 다로                                                         | 하시모토 류타로                                                               | 가메이 시즈카                                                                 | 고이즈미 준이치로                                        |
|                                                                   |                                                                               |                                                                               |                                                          |
| 중의원 의원(7선, 후쿠오카현 제8구) 내각부 특명담당대신(2000-2001) | 중의원 의원(12선, 오카야마현 제4구) 내각총리대신(1996-1998) 간사장(1995-1998) | 중의원 의원(8선, 히로시마현 제6구 건설대신(1996-1997) 정무조사회장(1999-2001) | 중의원 의원(10선, 가나가와현 제11구) 후생대신(1996-1998) |
| 대용회(고노 그룹)                                                 | 헤이세이 연구회(하시모토파)                                                   | 지수회(에토·가메이파)                                                         | 세이와 정책연구회(모리파)                                |
| 후쿠오카현                                                        | 오카야마현                                                                    | 히로시마현                                                                    | 가나가와현                                               |

## 결과
| 후보자            | 의원 표                | 지방 표                | 합계                   |
| ----------------- | ---------------------- | ---------------------- | ---------------------- |
| 고이즈미 준이치로 | 175표                  | 123표                  | 298표                  |
| 하시모토 류타로   | 140표                  | 15표                   | 155표                  |
| 아소 다로         | 31표                   | 0표                    | 31표                   |
| 가메이 시즈카     | 지방 표 개표 후에 사퇴 | 지방 표 개표 후에 사퇴 | 지방 표 개표 후에 사퇴 |
| 무효표            | 0표                    | 3표                    | 3표                    |

## 참고 문헌
- 後藤謙次 (2014년 6월 6일). 《ドキュメント 平成政治史 2　小泉劇場の時代》. 岩波書店. ISBN 978-4000281683.